# Chornitzer-Haus

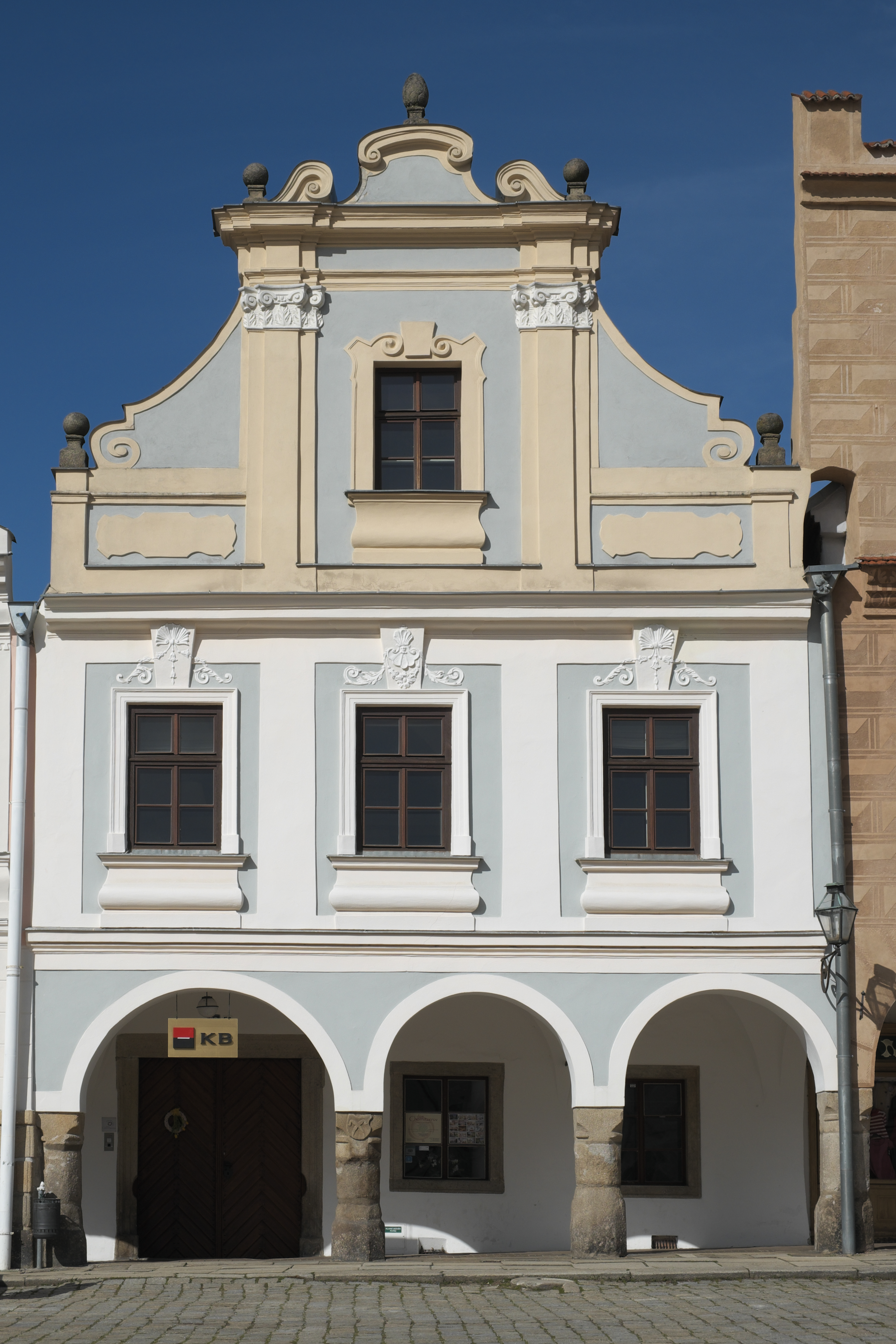
Chornitzer-Haus in Telč

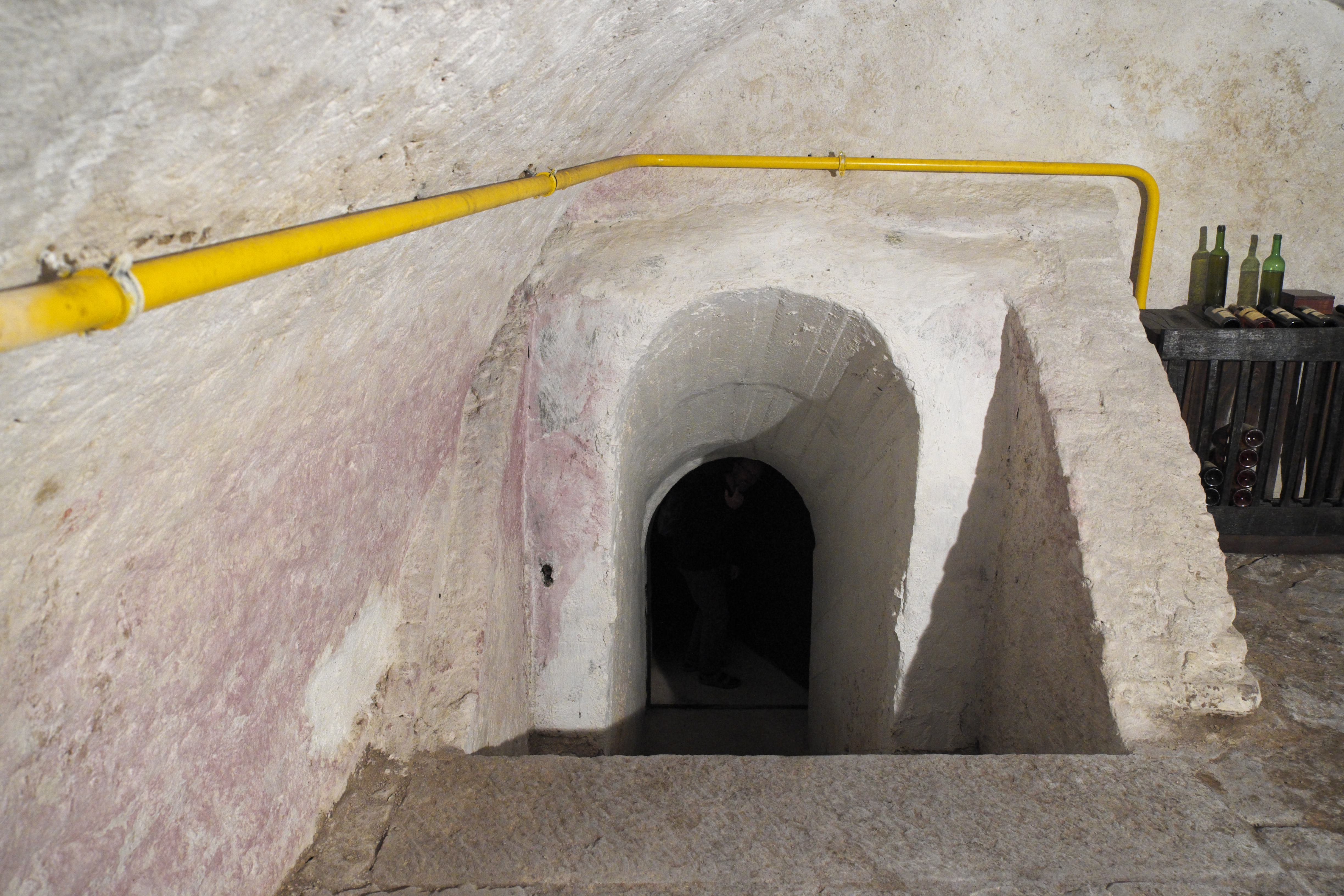
Gewölbekeller mit Zugang zu den unterirdischen Gängen der Altstadt

Das Chornitzer-Haus (tschechisch Chornitzerův dům) in Telč (deutsch Teltsch), einer tschechischen Stadt im Okres Jihlava der Region Vysočina, wurde vor 1530 errichtet. Das ehemalige Wohnhaus am Marktplatz mit der Adresse Náměstí Zachariáše z Hradce Nr. 56 ist ein geschütztes Kulturdenkmal.
Das Gebäude wurde nach Martin Ignác Chornitzer benannt, der in den Jahren 1751 bis 1760 Stadtsyndikus war und dann für mehrere Jahre Direktor des Herrschaftsguts Telč wurde. Die Familie Chornitzer lebte hier bis zum Jahr 1897.
Das zweigeschossige Haus mit Schweifgiebel und Laubengang wurde im 18. Jahrhundert barock umgestaltet. Besonders interessant ist der gotische Gewölbekeller.
2017 befinden sich im Chornitzer-Haus eine Bankfiliale und vier Ferienwohnungen.